# اتفاق مدريد بشأن التسجيل الدولي للعلامات
نظام مدريد، المعروف أيضًا باسم بروتوكول مدريد هو النظام الدولي الرئيسي لتسهيل تسجيل العلامات التجارية في مختلف السلطات القضائية حول العالم. أنشئ نظام مدريد بموجب "معاهدة مدريد بشأن التسجيل الدولي للعلامات التجارية" متعدّدة الأطراف لعام 1891 والبروتوكول المتعلق باتفاقية مدريد (1989)، وهي المعاهدة الحاكمة الوحيدة منذ عام 2016.
يوفر نظام مدريد نظامًا يدار مركزيًا للحصول على تسجيلات متعددة للعلامات التجارية في سلطاتات قضائية منفصلة؛ فهو لا ينشئ تسجيلاً موحداً واحداً عبر سلطات قضائية مختلفة، كما هو الحال في نظام العلامات التجارية للاتحاد الأوروبي. بل يسجّل مقدمو الطلبات طلبًا واحدًا لتسجيل علامة تجارية دولية ويدفعون مجموعة واحدة من الرسوم للتقدم بطلب للحماية في أيٍ من البلدان الأعضاء في النظام أو جميعها؛ ولكل بلد السلطة التقديرية في منح الطلب. وبمجرد أن تمنح سلطة العلامة التجارية في بلد معين الحماية، تصبح العلامة محمية في تلك السلطة القضائية تمامًا كما لو كانت تلك السلطة قد سجلتها.
يدير نظام مدريد المكتب الدولي للمنظمة العالمية للملكية الفكرية في جنيف، سويسرا. حتى فبراير/شباط 2023، كان نظام مدريد يتألف من 114 عضواً يمثلون 130 دولة؛ يُعرف هؤلاء الأعضاء مجتمعين باسم "اتحاد مدريد"، ويمثلون أكثر من 80% من التجارة العالمية.

## التاريخ والتطور
يتكون نظام مدريد من اتفاقيتين؛ اتفاق مدريد المتعلق بالتسجيل الدولي للعلامات التجارية، التي أبرمت في عام 1891 ودخلت حيز التنفيذ في عام 1892، والبروتوكول المتعلق باتفاق مدريد، الذي دخل حيز التنفيذ في 1 أبريل/نيسان 1996. اعتمد اتفاق مدريد وبروتوكول مدريد في مؤتمرات دبلوماسية عقدت في مدريد بإسبانيا.
كان اتفاق مدريد مصمم في الأصل لتوفير نظام تسجيل دولي، ولكنه لم يحقق هذا لسببين رئيسيين:
- عدم وجود قبول دولي. فالعديد من البلدان غير الأعضاء، بما في ذلك المملكة المتحدة والولايات المتحدة ودول أمريكا الوسطى وأمريكا الجنوبية وآسيا، مثل اليابان، لم تنضم إلى هذا النظام، ما قوّض الاعتراف بالنظام كنظام "دولي" حقيقي. والجديد بالذكر أن العديد من هذه البلدان تمثل أكبر عدد من إيداعات وتسجيلات العلامات التجارية في العالم.
- إن مجرد إرسال المكتب الدولي طلباً موحداً إلى الدول الأعضاء بدلاً من تسجيل العلامة التجارية المعنية في سجلات العلامات التجارية الوطنية، يمنع ويحول دون وجود نظام "تسجيل" فعلي.

بعض الدول التجارية الكبيرة مثل الولايات المتحدة واليابان وكندا، التي تمتلك عددًا كبيرًا من الإيداعات على المستوى الوطني، لم تنضم إلى اتفاق مدريد بسبب عيب آخر متصور في النظام: إذا تعرّض التسجيل المحلي الذي يستند إليه التسجيل الدولي إلى "هجوم مركزي"، فإن التسجيل الدولي سيُلغى أو يُقيّد بنفس درجة إلغاء أو تقييد التسجيل المحلي.
خلال عامي 1966 و 1967، جرت محاولات لمعالجة هذه المشكلة من خلال وضع معاهدة جديدة تعكس حاجة العصر بدلاً من عالم تسعينيات القرن التاسع عشر عندما اعتمد الاتفاق. أدى ذلك إلى صياغة معاهدة تسجيل العلامات التجارية (TRT) التي اعتمدت في فيينا في عام 1973، ودخلت حيز التنفيذ في عام 1980، مع خمس دول متعاقدة، هي بوركينا فاسو، والكونغو، والغابون، والاتحاد السوفيتي وتوغو. ونظرًا لعدم انضمام المزيد من الدول إلى معاهدة تسجيل العلامات التجارية TRT وانخفاض عدد التسجيلات منذ إنشائها، كان من الواضح أنه من غير المرجح أن تحل معاهدة تسجيل العلامات التجارية TRT محل اتفاق مدريد.

## الأعضاء

أعضاء اتحاد مدريد (الأخضر) والولايات القضائية غير الأعضاء ولكنها أعضاء إما في المنظمة الأفريقية للملكية الفكرية أو في الاتحاد الأوروبي (الأزرق).

تشمل عضوية "اتحاد مدريد" الانضمام إلى اتفاق مدريد أو بروتوكول مدريد. حتى يونيو/حزيران 2019، بلغ عدد الأعضاء 104 عضوًا من أصل 120 دولة. منهم 55 كانوا أعضاء في الاتفاقية الأصلية، وجميعهم أطراف أيضًا في البروتوكول (عندما انضمت الجزائر إلى بروتوكول مدريد في 31 أكتوبر/تشرين أول 2015، كان جميع أعضاء اتفاق مدريد أعضاء في بروتوكول مدريد أيضاً ولم يعد للعديد من جوانب اتفاق مدريد أي أثرٍ عملي). يمكن استخدام مصطلح "اتحاد مدريد" لوصف تلك السلطات القضائية التي ترتبط بالاتفاق أو البروتوكول (أو كلاهما).
كان البروتوكول قائماً منذ عام 1996 ويضم 100 عضو، ما يجعله أكثر شعبية من الاتفاق الذي كان قائماً لأكثر من 110 أعوام ويضم 55 عضوًا. والسبب الرئيسي في أن البروتوكول أكثر شعبية من الاتفاق هو أن البروتوكول قدّم عددًا من التغييرات على نظام مدريد ما عزّز بشكل كبير من فائدته لأصحاب العلامات التجارية.
على سبيل المثال، بموجب البروتوكول من الممكن الحصول على تسجيل دولي استنادًا إلى طلب علامة تجارية معلق، بحيث يمكن لمالك العلامة التجارية تقديم طلب تسجيل دولي بشكل فعال بالتزامن، أو فورًا بعد، ملء طلب في سلطة قضائية من الأعضاء. وبالمقارنة، يتطلب الاتفاق أن يكون مالك العلامة التجارية حائزاً بالفعل على تسجيل موجود في إحدى السلطات القضائية الأعضاء، والذي قد يستغرق في كثير من الأحيان أشهرًا وأحيانًا سنوات للحصول عليه في المقام الأول. بالإضافة إلى ذلك، لا ينص الاتفاق على خيار "تحويل" التسجيلات الدولية التي تعرضت لـ "هجوم مركزي."
| الطرف المتعاقد                           | الاتفاق | البروتوكول |
| أفغانستان                                |         | 2018       |
| المنظمة الأفريقية للملكية الفكرية (OAPI) |         | 2015       |
| ألبانيا                                  | 1995    | 2003       |
| الجزائر                                  | 1972    | 2015       |
| أنتيغوا وباربودا                         |         | 2000       |
| أرمينيا                                  | 1991    | 2000       |
| أستراليا                                 |         | 2001       |
| النمسا                                   | 1909    | 1999       |
| أذربيجان                                 | 1995    | 2007       |
| البحرين                                  |         | 2005       |
| بيلاروس                                  | 1991    | 2002       |
| بلجيكا                                   | 1892    | 1998       |
| بوتان                                    | 2000    | 2000       |
| البوسنة والهرسك                          | 1992    | 2009       |
| بوتسوانا                                 |         | 2006       |
| البرازيل                                 |         | 2019       |
| بروناي                                   |         | 2017       |
| بلغاريا                                  | 1985    | 2001       |
| الرأس الأخضر                             |         | 2022       |
| كمبوديا                                  |         | 2015       |
| كندا                                     |         | 2019       |
| تشيلي                                    |         | 2022       |
| الصين                                    | 1989    | 1995       |
| كولومبيا                                 |         | 2012       |
| كرواتيا                                  | 1991    | 2004       |
| كوبا                                     | 1989    | 1995       |
| قبرص                                     | 2003    | 2003       |
| جمهورية التشيك                           | 1993    | 1996       |
| كوريا الشمالية                           | 1980    | 1996       |
| الدنمارك                                 |         | 1996       |
| مصر                                      | 1952    | 2009       |
| إستونيا                                  |         | 1998       |
| إسواتيني                                 | 1998    | 1998       |
| الاتحاد الأوروبي                         |         | 2004       |
| فنلندا                                   |         | 1996       |
| فرنسا                                    | 1892    | 1997       |
| غامبيا                                   |         | 2015       |
| جورجيا                                   |         | 1998       |
| ألمانيا                                  | 1922    | 1996       |
| غانا                                     |         | 2008       |
| اليونان                                  |         | 2000       |
| هنغاريا                                  | 1909    | 1997       |
| آيسلندا                                  |         | 1997       |
| الهند                                    |         | 2013       |
| إندونيسيا                                |         | 2018       |
| إيران                                    | 2003    | 2003       |
| إيرلندا                                  |         | 2001       |
| إسرائيل                                  |         | 2010       |
| إيطاليا                                  | 1894    | 2000       |
| جامايكا                                  |         | 2022       |
| اليابان                                  |         | 2000       |
| كازاخستان                                | 1991    | 2010       |
| كينيا                                    | 1998    | 1998       |
| قيرغيزستان                               | 1991    | 2004       |
| لاوس                                     |         | 2016       |
| لاتفيا                                   | 1995    | 2000       |
| ليسوتو                                   | 1999    | 1999       |
| ليبيريا                                  | 1995    | 2009       |
| ليختنشتاين                               | 1933    | 1998       |
| ليتوانيا                                 |         | 1997       |
| لوكسمبورغ                                | 1924    | 1998       |
| مدغشقر                                   |         | 2008       |
| مالاوي                                   |         | 2018       |
| ماليزيا                                  |         | 2019       |
| المكسيك                                  |         | 2013       |
| موناكو                                   | 1956    | 1996       |
| منغوليا                                  | 1985    | 2001       |
| الجبل الأسود                             | 2006    | 2006       |
| المغرب                                   | 1917    | 1999       |
| موزمبيق                                  | 1998    | 1998       |
| ناميبيا                                  | 2004    | 2004       |
| هولندا                                   | 1893    | 1998       |
| نيوزيلندا                                |         | 2012       |
| مقدونيا الشمالية                         | 1991    | 2002       |
| النرويج                                  |         | 1996       |
| سلطنة عمان                               |         | 2007       |
| الفلبين                                  |         | 2012       |
| بولندا                                   | 1991    | 1997       |
| البرتغال                                 | 1893    | 1997       |
| كوريا الجنوبية                           |         | 2003       |
| مولدوفا                                  | 1991    | 1997       |
| رومانيا                                  | 1920    | 1998       |
| روسيا                                    | 1976    | 1997       |
| رواندا                                   |         | 2013       |
| ساموا                                    |         | 2019       |
| سان مارينو                               | 1960    | 2007       |
| ساو تومي وبرينسيب                        |         | 2008       |
| صربيا                                    | 1992    | 1998       |
| سيراليون                                 | 1997    | 1999       |
| سنغافورة                                 |         | 2000       |
| سلوفاكيا                                 | 1993    | 1997       |
| سلوفينيا                                 | 1991    | 1998       |
| إسبانيا                                  | 1892    | 1995       |
| السودان                                  | 1984    | 2010       |
| السويد                                   |         | 1995       |
| سويسرا                                   | 1892    | 1997       |
| سوريا                                    |         | 2004       |
| طاجيكستان                                | 1991    | 2011       |
| تايلند                                   |         | 2017       |
| ترينيداد وتوباغو                         |         | 2020       |
| تونس                                     |         | 2013       |
| تركيا                                    |         | 1999       |
| تركمانستان                               |         | 1999       |
| أوكرانيا                                 | 1991    | 2000       |
| المملكة المتحدة                          |         | 1995       |
| الولايات المتحدة                         |         | 2003       |
| أوزبكستان                                |         | 2006       |
| فيتنام                                   | 1949    | 2006       |
| زامبيا                                   |         | 2001       |
| زيمبابوي                                 |         | 2015       |

1. 1 2 3  تعتبر البنلوكس دولة واحدة لأغراض نظام مدريد.
2. ↑  باستثناء هونغ كونغ ومكاو.
3. ↑  بما فيها غرينلاند وجزر فارو.
4. ↑  مالطا هي الدولة العضو الوحيدة في الاتحاد الأوروبي التي ليست أيضًا عضوًا في اتحاد مدريد؛
5. ↑  بما في ذلك كوراساو، وهولندا الكاريبية، وسانت مارتن، التي لديها سجلات مستقلة عن مكتب البنلوكس الموحد؛ باستثناء أروبا.
6. ↑  باستثناء توكيلاو.
7. ↑  بما في ذلك جزيرة مان و(اعتبارًا من 1 يناير 2021) غيرنسي وجبل طارق؛ يستثنى منها الأقاليم الأخرى التابعة للتاج وأقاليم ما وراء البحار البريطانية.

## المنافع
يوفر نظام مدريد آلية تُمكّن مالك العلامة التجارية الذي لديه طلب تسجيل علامة تجارية قائم أو تسجيل (يُعرف بـ "الطلب الأساسي" أو "التسجيل الأساسي") في ولاية قضائية عضو في النظام أن يحصل على "تسجيل دولي" لعلامته التجارية من المنظمة العالمية للملكية الفكرية (الويبو). بعد ذلك، يمكن لمالك العلامة التجارية توسيع نطاق الحماية الممنوحة للتسجيل الدولي ليشمل ولاية قضائية في دولة عضو واحدة أو أكثر من الدول الأعضاء، وهي عملية تُعرف بـ "التعيين". تتمثل إحدى الميزات المفيدة لنظام مدريد في أنه يمكن توسيع هذه الحماية إلى ولايات قضائية إضافية في أي وقت، بحيث يمكن توسيع نطاق حماية العلامة التجارية الدولية لتشمل ولايات قضائية جديدة تنضم لاحقاً إلى نظام مدريد، أو إلى ولايات قضائية أخرى حسب اختيار مالك العلامة التجارية.
بعبارات بسيطة، فإن الميزة الرئيسية لنظام مدريد هي أنه يسمح لمالك العلامة التجارية بالحصول على حماية علامته التجارية في أي أو جميع الدول الأعضاء من خلال تقديم طلب واحد في ولاية قضائية واحدة ودفع مجموعة واحدة من الرسوم. كما يمكنه إجراء أي تغييرات (مثل تغيير الاسم أو العنوان) وتجديد التسجيل في جميع الولايات القضائية المعنية عبر عملية إدارية واحدة ودفع رسوم واحدة.

## المساوئ
من مساوئ نظام مدريد أنه في حال رفض أو سحب أو إلغاء الطلب الأساسي أو التسجيل الأساسي في غضون خمس سنوات من تاريخ التسجيل الدولي، فإن ذلك سيؤدي إلى رفض أو سحب أو إلغاء التسجيل الدولي بنفس القدر. على سبيل المثال، إذا كان الطلب الأساسي يغطي "الملابس وأغطية الرأس والأحذية"، ثم حُذفت عبارة "أغطية الرأس" من الطلب الأساسي (لأي سبب كان)، فسيتم أيضًا حذف عبارة "أغطية الرأس" من الطلب الدولي. وبالتالي، فإن الحماية التي يوفرها التسجيل الدولي في كل ولاية قضائية دولة عضو معينة ستقتصر فقط على "الملابس والأحذية". وإذا رُفض الطلب الأساسي ككل، فإن طلب التسجيل الدولي يرفض أيضاً بالكامل.
تُعرف عملية الطعن في الطلب الأساسي أو التسجيل الأساسي لهذا الغرض عمومًا باسم "الهجوم المركزي". وبموجب بروتوكول مدريد، يمكن تخفيف آثار الهجوم المركزي الناجح عن طريق تحويل التسجيل الدولي إلى سلسلة من الطلبات في كل ولاية قضائية يحددها التسجيل الدولي، وهي عملية تُعرف باسم "التحويل". وعلى الرغم من أن التحويل يُعد خيارًا مكلفًا يلجأ إليه كملاذ أخير، إلا أن الطلبات الناتجة ستحصل على تاريخ التسجيل الدولي كتاريخ تقديمها وإيداعها. في عام 1997، ألغي أقل من نصف بالمائة من التسجيلات الدولية نتيجة للهجوم المركزي.
قد يُبطَل التوفير في التكاليف التي تنتج عادة عن استخدام نظام مدريد بسبب الحاجة إلى استخدام وكلاء محليين في الولايات القضائية المعنية في حال ظهور أي مشاكل.

## أهم المتقدمين للحصول على العلامات التجارية وفق نظام مدريد (2020 و2019)
The نظام مدريد للتسجيل الدولي للعلامات هو بروتوكول لحماية العلامات التجارية في جميع أنحاء العالم، في أكثر من 120 دولة نظام مدريد هو نظام مركزي لتسجيل العلامات التجارية من خلال طلب واحد بلغة واحدة وبمجموعة واحدة من الرسوم (بعملة واحدة هي الفرنك السويسري)، ويمكن الحصول بموجبه على الحماية في الدول الأعضاء والمنظمات الحكومية الدولية. ويمكن بعد ذلك تعديل التسجيلات الدولية أو تجديدها أو توسيعها مركزيًا من خلال المنظمة العالمية للملكية الفكرية (وليس من خلال كل مكتب منفصل للملكية الفكرية). يستخدم نظام مدريد من يحملون صفة الشخص الطبيعي قانونياً أو معنوياً، أي المواطن أو المقيم أو من لديه شركة في إقليم أو بلد عضو في نظام مدريد.
| المتقدّم             | الترتيب 2020 | عدد الطلبات في نظام مدريد عام 2020 | الترتيب 2019 | عدد الطلبات في نظام مدريد عام 2020 |
| ------------------- | ------------ | ---------------------------------- | ------------ | ---------------------------------- |
| نوفارتس             | 1            | 233                                | 3            | 129                                |
| هواوي               | 2            | 197                                | 2            | 164                                |
| شيسيدو              | 3            | 130                                | 9            | 70                                 |
| غوزلمان             | 4            | 123                                | 19           | 39                                 |
| لوريال              | 5            | 115                                | 1            | 193                                |
| نينتندو             | 6            | 90                                 | 26           | 32                                 |
| يورو غيمز تيكنولوجي | 7            | 84                                 | 14           | 48                                 |
| أبل                 | 8            | 80                                 | 4            | 104                                |
| سنجنتا              | 9            | 78                                 | 27           | 30                                 |
| RIGO Trading SA     | 10           | 70                                 | 5            | 102                                |